# Isla Martín Pérez
Isla Martín Pérez ist heute eine unbewohnte Insel in El Salvador, sie liegt rund zwei Kilometer südlich der Isla Zacatillo im Golf von Fonseca. 
Die Insel gehört administrativ zur Militärverwaltung der Fuerza Armada de El Salvador und hat eine Fläche von rund 0,6 km². Bis Ende der 1980er Jahre war die Insel bewohnt. Die rund 15 Bewohner waren in der Fischerei tätig. Heute befinden sich noch die verlassenen und dem Verfall ausgesetzten Gebäude auf der Insel. Um die Insel zu betreten, bedarf es der ausdrücklichen Zustimmung des Kommandeurs der Marinebasis von La Union. Die Dauer der Überfahrt vom Hafen La Union beträgt mit einem Motorboot rund 40 Minuten. 
Die Insel ist heute vor allem ein Schutzgebiet (protección verde) für Pelikane, Waschbären, Leguane und Gürteltiere. Die kleine Insel mit einer vielfältigen Vegetation wird von Mitgliedern der Streitkräfte geschützt.